# Daniel Soini
Daniel Mattias Soini (ur. 1994) – szwedzki zapaśnik walczący w stylu klasycznym. Szesnasty w mistrzostwach świata w 2018. Zajął piętnaste miejsce na mistrzostwach Europy w 2021. Srebrny medalista mistrzostw nordyckich w 2021 i brązowy w 2016. Wicemistrz Europy U-23 w 2015 roku.